# Kim Yale
Kim Yale (22 de novembro de 1953 - março de 1997) foi uma autora de histórias em quadrinhos americanas. Em 1987, seu marido John Ostrander trabalhou ao lado de Len Wein e John Byrne na minissérie Lendas, que reformularia a Liga da Justiça e os personagens Flash e Mulher-Maravilha após o evento Crise nas Infinitas Terras, publicado no ano anterior e a partir de 1988, Yale auxiliaria Ostrander nos roteiros de uma nova série criada para a DC Comics após a minissérie. Intitulada Esquadrão Suicida, a revista era protagonizada pela "Força Tarefa X", um grupo de super-vilões forçados a trabalhar para o governo dos Estados Unidos em missões de alto risco.
Após a publicação do especial Batman: The Killing Joke, insatisfeita com o que ocorrera com a personagem Barbara Gordon, aleijada pelo vilão Coringa, reapresentou a personagem, numa nova versão, sob a identidade de "Oráculo", nas história de Suicide Squad. A ideia partiu de Yale, e o novo conceito para a personagem se estendeu nos anos seguintes, incluindo a minissérie Oracle: Year One, também escrita por ela.